# Liste der Olympiasieger im Shorttrack

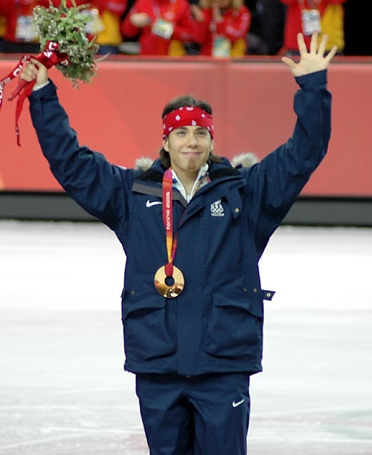
Apolo Anton Ohno bei der Siegerehrung in Turin 2006

Die Liste der Olympiasieger im Shorttrack listet alle Sieger sowie die Zweit- und Drittplatzierten der Shorttrack-Wettbewerbe bei den Olympischen Winterspielen, gegliedert nach Männern und Frauen und den einzelnen Wettbewerben, auf. Im weiteren Teil werden alle olympischen Medaillengewinner, getrennt nach Männern und Frauen, aufgelistet. Den Abschluss bilden die einzelnen Nationenwertungen.

## Wettbewerbe Männer

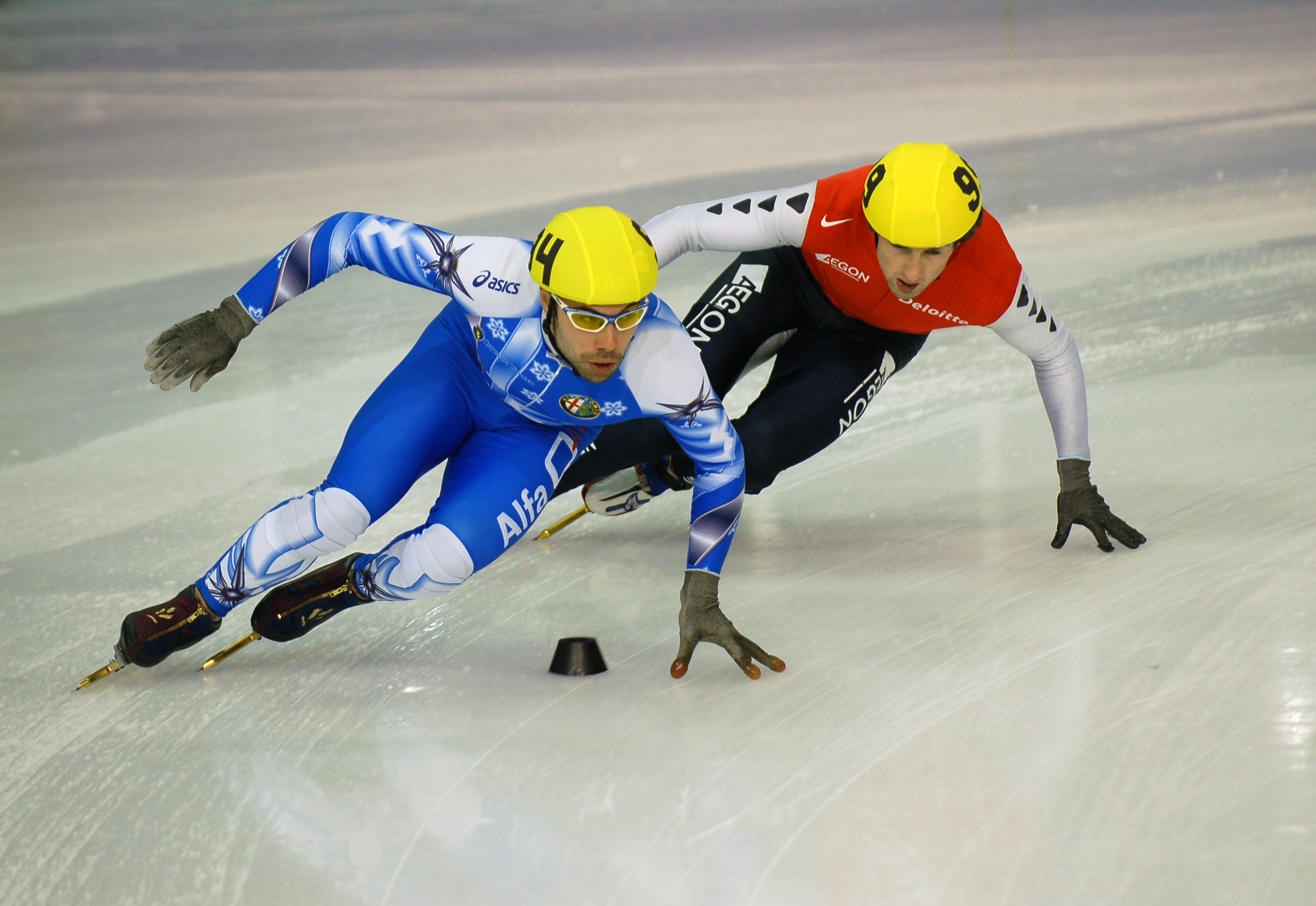
Fabio Carta im Wettkampf

Die Wettbewerbe im Shorttrack für die Männer umfassen seit den Olympischen Winterspielen von Salt Lake City folgende vier Disziplinen:
- 500 Meter seit den Spielen von 1994 mit acht Wettbewerben.
- 1000 Meter seit den Spielen von 1992 mit neun Wettbewerben.
- 1500 Meter seit den Spielen von 2002 mit sechs Wettbewerben.
- 5000 Meter Staffel seit den Spielen von 1992 mit neun Wettbewerben.

Bei den Spielen von 1988 in Calgary fanden über die Distanzen von 500, 1000, 1500 und 3000 Meter Demonstrationswettbewerbe statt, sowie eine Staffel über 5000 Meter. Bei den Demonstrationswettkämpfen wurden keine Medaillen verliehen.
Insgesamt wurden in 32 Wettkämpfen Goldmedaillen vergeben.

### 500 Meter
| Olympia | Gold               | Silber                  | Bronze                  |
| ------- | ------------------ | ----------------------- | ----------------------- |
| 1988    | Wilf O’Reilly      | Mario Vincent           | Tatsuyoshi Ishihara     |
| 1994    | Chae Ji-hoon       | Mirko Vuillermin        | Nicky Gooch             |
| 1998    | Takafumi Nishitani | An Yulong               | Hitoshi Uematsu         |
| 2002    | Marc Gagnon        | Jonathan Guilmette      | Rusty Smith             |
| 2006    | Apolo Anton Ohno   | François-Louis Tremblay | Ahn Hyun-soo            |
| 2010    | Charles Hamelin    | Sung Si-bak             | François-Louis Tremblay |
| 2014    | Wiktor Ahn         | Wu Dajing               | Charle Cournoyer        |
| 2018    | Wu Dajing          | Hwang Dae-heon          | Lim Hyo-jun             |
| 2022    | Shaoang Liu        | Konstantin Iwlijew      | Steven Dubois           |

### 1000 Meter
| Olympia | Gold            | Silber             | Bronze           |
| ------- | --------------- | ------------------ | ---------------- |
| 1988    | Wilf O’Reilly   | Michel Daignault   | Marc Bella       |
| 1992    | Kim Ki-hoon     | Frédéric Blackburn | Lee Joon-ho      |
| 1994    | Kim Ki-hoon     | Chae Ji-hoon       | Marc Gagnon      |
| 1998    | Kim Dong-sung   | Li Jiajun          | Éric Bédard      |
| 2002    | Steven Bradbury | Apolo Anton Ohno   | Mathieu Turcotte |
| 2006    | Ahn Hyun-soo    | Lee Ho-suk         | Apolo Anton Ohno |
| 2010    | Lee Jung-su     | Lee Ho-suk         | Apolo Anton Ohno |
| 2014    | Wiktor Ahn      | Wladimir Grigorjew | Sjinkie Knegt    |
| 2018    | Samuel Girard   | John-Henry Krueger | Seo Yi-ra        |
| 2022    | Ren Ziwei       | Li Wenlong         | Shaoang Liu      |

### 1500 Meter
| Olympia | Gold             | Silber           | Bronze             |
| ------- | ---------------- | ---------------- | ------------------ |
| 1988    | Kim Ki-hoon      | Louis Grenier    | Orazio Fagone      |
| 2002    | Apolo Anton Ohno | Li Jiajun        | Marc Gagnon        |
| 2006    | Ahn Hyun-soo     | Lee Ho-suk       | Li Jiajun          |
| 2010    | Lee Jung-su      | Apolo Anton Ohno | John Celski        |
| 2014    | Charles Hamelin  | Han Tianyu       | Wiktor Ahn         |
| 2018    | Lim Hyo-jun      | Sjinkie Knegt    | Semjon Jelistratow |
| 2022    | Hwang Dae-heon   | Steven Dubois    | Semjon Jelistratow |

### 3000 Meter
| Olympia | Gold        | Silber            | Bronze           |
| ------- | ----------- | ----------------- | ---------------- |
| 1988    | Lee Joon-ho | Charles Veldhoven | Michel Daignault |

### 5000 Meter Staffel
| Olympia | Gold                                                                                            | Silber                                                                                         | Bronze                                                                                |
| ------- | ----------------------------------------------------------------------------------------------- | ---------------------------------------------------------------------------------------------- | ------------------------------------------------------------------------------------- |
| 1988    | Niederlande Jaco Mos Richard Suyten Peter van der Velde Charles Veldhoven                       | Italien Orazio Fagone Hugo Herrnhof Enrico Peretti Roberto Peretti                             | Kanada Michel Daignault Robert Dubreuil Louis Grenier Mario Vincent                   |
| 1992    | Südkorea Kim Ki-hoon Lee Joon-ho Mo Ji-soo Song Jae-kun                                         | Kanada Frédéric Blackburn Laurent Daignault Michel Daignault Sylvain Gagnon Mark Lackie        | Japan Yūichi Akasaka Tatsuyoshi Ishihara Toshinobu Kawai Tsutomu Kawasaki             |
| 1994    | Italien Maurizio Carnino Diego Cattani Orazio Fagone Hugo Herrnhof Mirko Vuillermin             | Vereinigte Staaten Randy Bartz John Coyle Eric Flaim Andy Gabel Tony Goskowicz                 | Australien Steven Bradbury Kieran Hansen Andrew Murtha Richard Nizielski              |
| 1998    | Kanada Éric Bédard Derrick Campbell François Drolet Marc Gagnon                                 | Südkorea Chae Ji-hoon Lee Jun-hwan Lee Ho-eung Kim Dong-sung                                   | Volksrepublik China Li Jiajun Feng Kai Yuan Ye An Yulong                              |
| 2002    | Kanada Éric Bédard Marc Gagnon Jonathan Guilmette François-Louis Tremblay Mathieu Turcotte      | Italien Michele Antonioli Maurizio Carnino Fabio Carta Nicola Franceschina Nicola Rodigari     | Volksrepublik China Li Jiajun Feng Kai Guo Wei Li Ye An Yulong                        |
| 2006    | Südkorea Ahn Hyun-soo Lee Ho-suk Oh Se-jong Seo Ho-jin Song Suk-woo                             | Kanada Éric Bédard Jonathan Guilmette Charles Hamelin François-Louis Tremblay Mathieu Turcotte | Vereinigte Staaten Alex Izykowski J. P. Kepka Apolo Anton Ohno Rusty Smith            |
| 2010    | Kanada Charles Hamelin François Hamelin Olivier Jean François-Louis Tremblay Guillaume Bastille | Südkorea Kwak Yoon-gy Lee Ho-suk Lee Jung-su Sung Si-bak Kim Seoung-il                         | Vereinigte Staaten John Celski Travis Jayner Jordan Malone Apolo Anton Ohno Simon Cho |
| 2014    | Russland Wiktor Ahn Wladimir Grigorjew Semjon Jelistratow Ruslan Sacharow                       | Vereinigte Staaten Christopher Creveling Eduardo Alvarez John Celski Jordan Malone             | Volksrepublik China Chen Dequan Han Tianyu Wu Dajing Shi Jingnan                      |
| 2018    | Ungarn Shaoang Liu Shaolin Sándor Liu Viktor Knoch Csaba Burján                                 | Volksrepublik China Wu Dajing Han Tianyu Xu Hongzhi Chen Dequan Ren Ziwei                      | Kanada Samuel Girard Charles Hamelin Charle Cournoyer Pascal Dion                     |
| 2022    | Kanada Charles Hamelin Steven Dubois Jordan Pierre-Gilles Pascal Dion Maxime Laoun              | Südkorea Lee June-seo Hwang Dae-heon Kwak Yoon-gy Park Jang-hyuk Kim Dong-wook                 | Italien Pietro Sighel Yuri Confortola Tommaso Dotti Andrea Cassinelli                 |

## Wettbewerbe Frauen

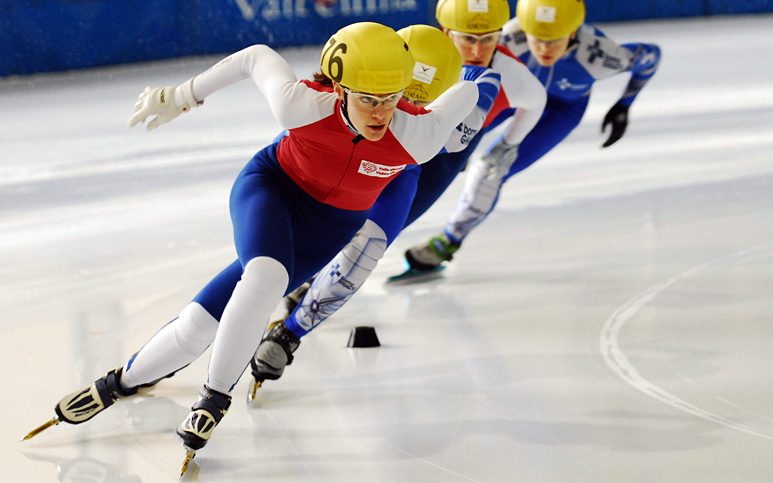
Mara Zini in Wettkampf

Die Wettbewerbe im Shorttrack für die Frauen umfassen seit den Olympischen Winterspielen von Salt Lake City folgende vier Disziplinen:
- 500 Meter seit den Spielen von 1992 mit neun Wettbewerben.
- 1000 Meter seit den Spielen von 1994 mit acht Wettbewerben.
- 1500 Meter seit den Spielen von 2002 mit sechs Wettbewerben.
- 3000 Meter Staffel seit den Spielen von 1992 mit neun Wettbewerben.

Bei den Spielen von 1988 in Calgary fanden über die Distanzen von 500, 1000, 1500 und 3000 Meter Demonstrationswettbewerbe statt, sowie eine Staffel über 3000 Meter. Bei den Demonstrationswettkämpfen wurden keine Medaillen verliehen.
Insgesamt wurden in 32 Wettkämpfen Goldmedaillen vergeben.

### 500 Meter
| Olympia | Gold              | Silber             | Bronze                |
| ------- | ----------------- | ------------------ | --------------------- |
| 1988    | Monique Velzeboer | Eden Donatelli     | Li Yan                |
| 1992    | Cathie Turner     | Li Yan             | Hwang Ok-sil          |
| 1994    | Cathie Turner     | Zhang Yanmei       | Amy Peterson          |
| 1998    | Annie Perreault   | Yang Yang (S)      | Chun Lee-kyung        |
| 2002    | Yang Yang (A)     | Ewgenija Radanowa  | Wang Chunlu           |
| 2006    | Wang Meng         | Ewgenija Radanowa  | Anouk Leblanc-Boucher |
| 2010    | Wang Meng         | Marianne St-Gelais | Arianna Fontana       |
| 2014    | Li Jianrou        | Arianna Fontana    | Park Seung-hi         |
| 2018    | Arianna Fontana   | Yara van Kerkhof   | Kim Boutin            |
| 2022    | Arianna Fontana   | Suzanne Schulting  | Kim Boutin            |

### 1000 Meter
| Olympia | Gold              | Silber            | Bronze            |
| ------- | ----------------- | ----------------- | ----------------- |
| 1988    | Li Yan            | Sylvie Daigle     | Monique Velzeboer |
| 1994    | Chun Lee-kyung    | Nathalie Lambert  | Kim So-hee        |
| 1998    | Chun Lee-kyung    | Yang Yang (S)     | Won Hye-kyung     |
| 2002    | Yang Yang (A)     | Ko Gi-hyun        | Yang Yang (S)     |
| 2006    | Jin Sun-yu        | Wang Meng         | Yang Yang (A)     |
| 2010    | Wang Meng         | Katherine Reutter | Park Seung-hi     |
| 2014    | Park Seung-hi     | Fan Kexin         | Shim Suk-hee      |
| 2018    | Suzanne Schulting | Kim Boutin        | Arianna Fontana   |
| 2022    | Suzanne Schulting | Choi Min-jeong    | Hanne Desmet      |

### 1500 Meter
| Olympia | Gold           | Silber            | Bronze            |
| ------- | -------------- | ----------------- | ----------------- |
| 1988    | Sylvie Daigle  | Monique Velzeboer | Li Yan            |
| 2002    | Ko Gi-hyun     | Choi Eun-kyung    | Ewgenija Radanowa |
| 2006    | Jin Sun-yu     | Choi Eun-kyung    | Wang Meng         |
| 2010    | Zhou Yang      | Lee Eun-byul      | Park Seung-hi     |
| 2014    | Zhou Yang      | Shim Suk-hee      | Arianna Fontana   |
| 2018    | Choi Min-jeong | Li Jinyu          | Kim Boutin        |
| 2022    | Choi Min-jeong | Arianna Fontana   | Suzanne Schulting |

### 3000 Meter
| Olympia | Gold         | Silber        | Bronze             |
| ------- | ------------ | ------------- | ------------------ |
| 1988    | Eiko Shishii | Sylvie Daigle | Maria Rosa Candido |

### 3000 Meter Staffel
| Olympia | Gold                                                                           | Silber                                                                                | Bronze                                                                                        |
| ------- | ------------------------------------------------------------------------------ | ------------------------------------------------------------------------------------- | --------------------------------------------------------------------------------------------- |
| 1988    | Italien Maria Rosa Candido Gabriella Monteduro Barbara Mussio Cristina Sciolla | Japan Eiko Shishii Hiromi Takeuchi Nobuko Yamada Yumiko Yamada                        | Kanada Sylvie Daigle Eden Donatelli Nathalie Lambert Marye Perreault                          |
| 1992    | Kanada Angela Cutrone Sylvie Daigle Nathalie Lambert Annie Perreault           | Vereinigte Staaten Darcie Dohnal Amy Peterson Cathie Turner Nikki Ziegelmeyer         | Vereintes Team Julija Allagulowa Natalja Komjatschilowa Wiktorija Troizkaja Julija Wlassowa   |
| 1994    | Südkorea Chun Lee-kyung Kim So-hee Kim Yoon-mi Won Hye-kyung                   | Kanada Christine Boudrias Isabelle Charest Sylvie Daigle Nathalie Lambert             | Vereinigte Staaten Karen Cashman Amy Peterson Cathie Turner Nikki Ziegelmeyer                 |
| 1998    | Südkorea Chun Lee-kyung Won Hye-kyung An Sang-mi Kim Yoon-mi                   | Volksrepublik China Sun Dandan Wang Chunlu Yang Yang (A) Yang Yang (S)                | Kanada Christine Boudrias Isabelle Charest Annie Perreault Tania Vicent                       |
| 2002    | Südkorea Choi Eun-kyung Choi Min-kyung Joo Min-jin Park Hye-won                | Volksrepublik China Sun Dandan Wang Chunlu Yang Yang (A) Yang Yang (S)                | Kanada Isabelle Charest Marie-Ève Drolet Amélie Goulet-Nadon Alanna Kraus Tania Vicent        |
| 2006    | Südkorea Byun Chun-sa Choi Eun-kyung Jeon Da-hye Jin Sun-yu Kang Yun-mi        | Kanada Alanna Kraus Anouk Leblanc-Boucher Amanda Overland Kalyna Roberge Tania Vicent | Italien Marta Capurso Arianna Fontana Katia Zini Mara Zini                                    |
| 2010    | Volksrepublik China Sun Linlin Wang Meng Zhang Hui Zhou Yang                   | Kanada Jessica Gregg Kalyna Roberge Tania Vicent Marianne St-Gelais                   | Vereinigte Staaten Katherine Reutter Allison Baver Alyson Dudek Lana Gehring Kimberly Derrick |
| 2014    | Südkorea Cho Ha-ri Kim A-lang Kong Sang-jeong Park Seung-hi Shim Suk-hee       | Kanada Marie-Ève Drolet Jessica Hewitt Valérie Maltais Marianne St-Gelais             | Italien Arianna Fontana Lucia Peretti Martina Valcepina Elena Viviani                         |
| 2018    | Südkorea Shim Suk-hee Choi Min-jeong Kim Ye-jin Kim A-lang Lee Yu-bin          | Italien Arianna Fontana Lucia Peretti Cecilia Maffei Martina Valcepina                | Niederlande Suzanne Schulting Yara van Kerkhof Lara van Ruijven Jorien ter Mors               |
| 2022    | Niederlande Suzanne Schulting Selma Poutsma Xandra Velzeboer Yara van Kerkhof  | Südkorea Seo Whi-min Choi Min-jeong Kim A-lang Lee Yu-bin                             | Volksrepublik China Qu Chunyu Fan Kexin Zhang Yuting Zhang Chutong Han Yutong                 |

## Wettbewerbe Mixed
Die Wettbewerbe im Shorttrack im Mixed umfassen seit den Olympischen Winterspielen von Peking 2022 folgende Disziplin:
- 2000 Meter Staffel seit den Spielen von 2022 mit einem Wettbewerb.

| Olympia | Gold                                                                     | Silber | Bronze                                                                                |
| ------- | ------------------------------------------------------------------------ | --- | ------------------------------------------------------------------------------------- |
| 2022    | Volksrepublik China Qu Chunyu Fan Kexin Wu Dajing Ren Ziwei Zhang Yuting | Italien Arianna Fontana Martina Valcepina Pietro Sighel Andrea Cassinelli Arianna Valcepina Yuri Confortola | Ungarn Petra Jászapáti Zsófia Kónya Shaoang Liu Shaolin Sándor Liu John-Henry Krueger |

## Medaillengewinner
Stand: 13. Januar 2023
- Platzierung: Reihenfolge der Athleten. Diese wird durch die Anzahl der Goldmedaillen bestimmt. Bei gleicher Anzahl werden die Silbermedaillen verglichen, dann die Bronzemedaillen und zum Schluss die gewonnenen Einzelgoldmedaillen.
- Name: Name des Athleten.
- Land: Das Land, für das der Athlet startete.
- Von: Das Jahr, in dem der Athlet die erste Medaille gewonnen hat.
- Bis: Das Jahr, in dem der Athlet die letzte Medaille gewonnen hat.
- Gold: Anzahl der gewonnenen Goldmedaillen.
- Einzelgold: Anzahl der gewonnenen Goldmedaillen, die in einer Individualdisziplin gewonnen wurden.
- Silber: Anzahl der gewonnenen Silbermedaillen.
- Bronze: Anzahl der gewonnenen Bronzemedaillen.
- Gesamt: Anzahl aller gewonnenen Medaillen.

### Top 10
| Platz | Name              | Land                | Von  | Bis  | Gold | Silber | Bronze | Gesamt |
| ----- | ----------------- | ------------------- | ---- | ---- | ---- | ------ | ------ | ------ |
| 1.    | Wiktor Ahn 1      | Südkorea / Russland | 2006 | 2014 | 6    | –      | 2      | 8      |
| 2.    | Charles Hamelin   | Kanada              | 2006 | 2022 | 4    | 1      | 1      | 6      |
| 2.    | Wang Meng         | Volksrepublik China | 2006 | 2010 | 4    | 1      | 1      | 6      |
| 4.    | Chun Lee-kyung    | Südkorea            | 1994 | 1998 | 4    | –      | 1      | 5      |
| 5.    | Choi Min-jeong    | Südkorea            | 2018 | 2022 | 3    | 2      | –      | 5      |
| 6.    | Suzanne Schulting | Niederlande         | 2018 | 2022 | 3    | 1      | 2      | 6      |
| 7.    | Marc Gagnon       | Kanada              | 1994 | 2002 | 3    | –      | 2      | 5      |
| 8.    | Jin Sun-yu        | Südkorea            | 2006 | 2006 | 3    | –      | –      | 3      |
| 8.    | Kim Ki-hoon       | Südkorea            | 1992 | 1994 | 3    | –      | –      | 3      |
| 8.    | Zhou Yang         | Volksrepublik China | 2010 | 2014 | 3    | –      | –      | 3      |

### Männer
| Platz | Name                    | Land                | Von  | Bis  | Gold | Silber | Bronze | Gesamt |
| ----- | ----------------------- | ------------------- | ---- | ---- | ---- | ------ | ------ | ------ |
| 1.    | Wiktor Ahn 1            | Südkorea / Russland | 2006 | 2014 | 6    | –      | 2      | 8      |
| 2.    | Charles Hamelin         | Kanada              | 2006 | 2022 | 4    | 1      | 1      | 5      |
| 3.    | Marc Gagnon             | Kanada              | 1994 | 2002 | 3    | –      | 2      | 5      |
| 4.    | Kim Ki-hoon             | Südkorea            | 1992 | 1994 | 3    | –      | –      | 3      |
| 5.    | Apolo Anton Ohno        | Vereinigte Staaten  | 2002 | 2010 | 2    | 2      | 4      | 8      |
| 6.    | François-Louis Tremblay | Kanada              | 2002 | 2010 | 2    | 2      | 1      | 5      |
| 6.    | Wu Dajing               | Volksrepublik China | 2014 | 2022 | 2    | 2      | 1      | 5      |
| 8.    | Éric Bédard             | Kanada              | 1998 | 2006 | 2    | 1      | 1      | 4      |
| 9.    | Lee Jung-su             | Südkorea            | 2010 | 2010 | 2    | 1      | –      | 3      |
| 9.    | Ren Ziwei               | Volksrepublik China | 2018 | 2022 | 2    | 1      | –      | 3      |
| 11.   | Shaoang Liu             | Ungarn              | 2018 | 2022 | 2    | –      | 2      | 3      |
| 12.   | Lee Ho-suk              | Südkorea            | 2006 | 2010 | 1    | 4      | –      | 5      |
| 13.   | Chae Ji-hoon            | Südkorea            | 1994 | 1998 | 1    | 2      | –      | 3      |
| 13.   | Jonathan Guilmette      | Kanada              | 2002 | 2006 | 1    | 2      | –      | 3      |
| 13.   | Hwang Dae-heon          | Südkorea            | 2018 | 2022 | 1    | 2      | –      | 3      |
| 16.   | Steven Dubois           | Kanada              | 2022 | 2022 | 1    | 1      | 1      | 3      |
| 16.   | Mathieu Turcotte        | Kanada              | 2002 | 2006 | 1    | 1      | 1      | 3      |
| 18.   | Maurizio Carnino        | Italien             | 1994 | 2002 | 1    | 1      | –      | 2      |
| 18.   | Wladimir Grigorjew      | Russland            | 2014 | 2014 | 1    | 1      | –      | 2      |
| 18.   | Kim Dong-sung           | Südkorea            | 1998 | 1998 | 1    | 1      | –      | 2      |
| 18.   | Mirko Vuillermin        | Italien             | 1994 | 1994 | 1    | 1      | –      | 2      |
| 22.   | Semjon Jelistratow      | Russland / OAR      | 2014 | 2022 | 1    | –      | 2      | 3      |
| 23.   | Steven Bradbury         | Australien          | 1994 | 2002 | 1    | –      | 1      | 2      |
| 23.   | Pascal Dion             | Kanada              | 2018 | 2022 | 1    | –      | 1      | 2      |
| 23.   | Samuel Girard           | Kanada              | 2018 | 2018 | 1    | –      | 1      | 2      |
| 23.   | Lim Hyo-jun             | Südkorea            | 2018 | 2018 | 1    | –      | 1      | 2      |
| 23.   | Lee Joon-ho             | Südkorea            | 1992 | 1992 | 1    | –      | 1      | 2      |
| 23.   | Shaolin Sándor Liu      | Ungarn              | 2018 | 2022 | 1    | –      | 1      | 2      |
| 29.   | Guillaume Bastille      | Kanada              | 2010 | 2010 | 1    | –      | –      | 1      |
| 29.   | Csaba Burján            | Ungarn              | 2018 | 2018 | 1    | –      | –      | 1      |
| 29.   | Derrick Campbell        | Kanada              | 1998 | 1998 | 1    | –      | –      | 1      |
| 29.   | François Drolet         | Kanada              | 1998 | 1998 | 1    | –      | –      | 1      |
| 29.   | Orazio Fagone           | Italien             | 1994 | 1994 | 1    | –      | –      | 1      |
| 29.   | François Hamelin        | Kanada              | 2010 | 2010 | 1    | –      | –      | 1      |
| 29.   | Hugo Herrnhof           | Italien             | 1994 | 1994 | 1    | –      | –      | 1      |
| 29.   | Olivier Jean            | Kanada              | 2010 | 2010 | 1    | –      | –      | 1      |
| 29.   | Viktor Knoch            | Ungarn              | 2018 | 2018 | 1    | –      | –      | 1      |
| 29.   | Maxime Laoun            | Kanada              | 2022 | 2022 | 1    | –      | –      | 1      |
| 29.   | Mo Ji-soo               | Südkorea            | 1992 | 1992 | 1    | –      | –      | 1      |
| 29.   | Takafumi Nishitani      | Japan               | 1998 | 1998 | 1    | –      | –      | 1      |
| 29.   | Oh Se-jong              | Südkorea            | 2006 | 2006 | 1    | –      | –      | 1      |
| 29.   | Jordan Pierre-Gilles    | Kanada              | 2022 | 2022 | 1    | –      | –      | 1      |
| 29.   | Ruslan Sacharow         | Russland            | 2014 | 2014 | 1    | –      | –      | 1      |
| 29.   | Seo Ho-jin              | Südkorea            | 2006 | 2006 | 1    | –      | –      | 1      |
| 29.   | Song Jae-kun            | Südkorea            | 1992 | 1992 | 1    | –      | –      | 1      |
| 29.   | Song Suk-woo            | Südkorea            | 2006 | 2006 | 1    | –      | –      | 1      |

### Frauen
| Platz | Name              | Land                | Von  | Bis  | Gold | Silber | Bronze | Gesamt |
| ----- | ----------------- | ------------------- | ---- | ---- | ---- | ------ | ------ | ------ |
| 1.    | Wang Meng         | Volksrepublik China | 2006 | 2010 | 4    | 1      | 1      | 6      |
| 2.    | Chun Lee-kyung    | Südkorea            | 1994 | 1998 | 4    | –      | 1      | 5      |
| 3.    | Choi Min-jeong    | Südkorea            | 2018 | 2022 | 3    | 2      | –      | 5      |
| 4.    | Suzanne Schulting | Niederlande         | 2018 | 2022 | 3    | 1      | 2      | 6      |
| 5.    | Jin Sun-yu        | Südkorea            | 2006 | 2006 | 3    | –      | –      | 3      |
| 5.    | Zhou Yang         | Volksrepublik China | 2010 | 2014 | 3    | –      | –      | 3      |
| 7.    | Arianna Fontana   | Italien             | 2006 | 2022 | 2    | 4      | 5      | 11     |
| 8.    | Yang Yang (A)     | Volksrepublik China | 1998 | 2006 | 2    | 2      | 1      | 5      |
| 9.    | Choi Eun-kyung    | Südkorea            | 2002 | 2006 | 2    | 2      | –      | 4      |
| 10.   | Shim Suk-hee      | Südkorea            | 2014 | 2018 | 2    | 1      | 1      | 4      |
| 10.   | Cathie Turner     | Vereinigte Staaten  | 1992 | 1994 | 2    | 1      | 1      | 4      |
| 12.   | Kim A-lang        | Südkorea            | 2014 | 2022 | 2    | 1      | –      | 3      |
| 13.   | Park Seung-hi     | Südkorea            | 2010 | 2014 | 2    | –      | 3      | 5      |
| 14.   | Annie Perreault   | Kanada              | 1992 | 1998 | 2    | –      | 1      | 3      |
| 14.   | Won Hye-kyung     | Südkorea            | 1994 | 1998 | 2    | –      | 1      | 3      |
| 16.   | Kim Yoon-mi       | Südkorea            | 1998 | 1998 | 2    | –      | –      | 2      |
| 17.   | Nathalie Lambert  | Kanada              | 1992 | 1994 | 1    | 2      | –      | 3      |
| 18.   | Fan Kexin         | Volksrepublik China | 2014 | 2022 | 1    | 1      | 1      | 3      |
| 18.   | Yara van Kerkhof  | Niederlande         | 2018 | 2022 | 1    | 1      | 1      | 3      |
| 20.   | Sylvie Daigle     | Kanada              | 1992 | 1994 | 1    | 1      | –      | 2      |
| 20.   | Ko Gi-hyun        | Südkorea            | 2002 | 2002 | 1    | 1      | –      | 2      |
| 20.   | Lee Yu-bin        | Südkorea            | 2018 | 2022 | 1    | 1      | –      | 2      |
| 23.   | Kim So-hee        | Südkorea            | 1994 | 1994 | 1    | –      | 1      | 2      |
| 23.   | Qu Chunyu         | Volksrepublik China | 2022 | 2022 | 1    | –      | 1      | 2      |
| 23.   | Zhang Yuting      | Volksrepublik China | 2022 | 2022 | 1    | –      | 1      | 2      |
| 26.   | An Sang-mi        | Südkorea            | 1998 | 1998 | 1    | –      | –      | 1      |
| 26.   | Byun Chun-sa      | Südkorea            | 2006 | 2006 | 1    | –      | –      | 1      |
| 26.   | Cho Ha-ri         | Südkorea            | 2014 | 2014 | 1    | –      | –      | 1      |
| 26.   | Choi Min-kyung    | Südkorea            | 2002 | 2002 | 1    | –      | –      | 1      |
| 26.   | Angela Cutrone    | Kanada              | 1992 | 1992 | 1    | –      | –      | 2      |
| 26.   | Jeon Da-hye       | Südkorea            | 2006 | 2006 | 1    | –      | –      | 1      |
| 26.   | Joo Min-jin       | Südkorea            | 2002 | 2002 | 1    | –      | –      | 1      |
| 26.   | Kang Yun-mi       | Südkorea            | 2006 | 2006 | 1    | –      | –      | 1      |
| 26.   | Kim Ye-jin        | Südkorea            | 2018 | 2018 | 1    | –      | –      | 1      |
| 26.   | Kong Sang-jeong   | Südkorea            | 2014 | 2014 | 1    | –      | –      | 1      |
| 26.   | Li Jianrou        | Volksrepublik China | 2014 | 2014 | 1    | –      | –      | 1      |
| 26.   | Park Hye-won      | Südkorea            | 2002 | 2002 | 1    | –      | –      | 1      |
| 26.   | Selma Poutsma     | Niederlande         | 2022 | 2022 | 1    | –      | –      | 1      |
| 26.   | Sun Linlin        | Volksrepublik China | 2010 | 2010 | 1    | –      | –      | 1      |
| 26.   | Xandra Velzeboer  | Niederlande         | 2022 | 2022 | 1    | –      | –      | 1      |
| 26.   | Zhang Hui         | Volksrepublik China | 2010 | 2010 | 1    | –      | –      | 1      |

## Nationenwertung
Stand: 13. Januar 2023

### Gesamt
| Platz | Land                                              | Gold  | Silber | Bronze | Gesamt |
| ----- | ------------------------------------------------- | ----- | ------ | ------ | ------ |
| 1.    | Südkorea                                          | 26    | 16     | 11     | 53     |
| 2.    | Volksrepublik China                               | 12    | 16     | 9      | 37     |
| 3.    | Kanada                                            | 10    | 13     | 14     | 37     |
| 4.    | Vereinigte Staaten                                | 4     | 7      | 9      | 20     |
| 5.    | Italien                                           | 3     | 6      | 6      | 15     |
| 6.    | Niederlande                                       | 3     | 3      | 3      | 9      |
| 7.    | Russland (inkl. Olympische Athleten aus Russland) | 3 (–) | 2 (1)  | 3 (2)  | 8 (3)  |
| 8.    | Ungarn                                            | 2     | –      | 2      | 4      |
| 9.    | Japan                                             | 1     | –      | 2      | 3      |
| 10.   | Australien                                        | 1     | –      | 1      | 2      |
| 11.   | Bulgarien                                         | –     | 2      | 1      | 3      |
| 12.   | Belgien                                           | –     | –      | 1      | 1      |
| 12.   | Großbritannien                                    | –     | –      | 1      | 1      |
| 12.   | Nordkorea                                         | –     | –      | 1      | 1      |
| 12.   | Vereintes Team                                    | –     | –      | 1      | 1      |

### Männer
| Platz | Land                                              | Gold  | Silber | Bronze | Gesamt |
| ----- | ------------------------------------------------- | ----- | ------ | ------ | ------ |
| 1.    | Südkorea                                          | 12    | 9      | 4      | 25     |
| 2.    | Kanada                                            | 8     | 6      | 8      | 22     |
| 3.    | Russland (inkl. Olympische Athleten aus Russland) | 3 (–) | 2 (1)  | 3 (2)  | 8 (3)  |
| 4.    | Volksrepublik China                               | 2     | 7      | 4      | 13     |
| 5.    | Vereinigte Staaten                                | 2     | 5      | 6      | 13     |
| 6.    | Ungarn                                            | 2     | –      | 1      | 3      |
| 7.    | Italien                                           | 1     | 2      | 1      | 4      |
| 8.    | Japan                                             | 1     | –      | 2      | 3      |
| 9.    | Australien                                        | 1     | –      | 1      | 2      |
| 10.   | Niederlande                                       | –     | 1      | 1      | 2      |
| 11.   | Großbritannien                                    | –     | –      | 1      | 1      |

### Frauen
| Platz | Land                | Gold | Silber | Bronze | Gesamt |
| ----- | ------------------- | ---- | ------ | ------ | ------ |
| 1.    | Südkorea            | 14   | 7      | 7      | 28     |
| 2.    | Volksrepublik China | 9    | 9      | 5      | 23     |
| 3.    | Niederlande         | 3    | 2      | 2      | 7      |
| 4.    | Kanada              | 2    | 7      | 6      | 15     |
| 5.    | Italien             | 2    | 3      | 5      | 10     |
| 6.    | Vereinigte Staaten  | 2    | 2      | 3      | 7      |
| 7.    | Bulgarien           | –    | 2      | 1      | 3      |
| 8.    | Belgien             | –    | –      | 1      | 1      |
| 8.    | Nordkorea           | –    | –      | 1      | 1      |
| 8.    | Vereintes Team      | –    | –      | 1      | 1      |

### Mixed
| Platz | Land                | Gold | Silber | Bronze | Gesamt |
| ----- | ------------------- | ---- | ------ | ------ | ------ |
| 1.    | Volksrepublik China | 1    | –      | –      | 1      |
| 2.    | Italien             | –    | 1      | –      | 1      |
| 3.    | Ungarn              | –    | –      | 1      | 1      |